# アイ・ウォナ・ビー・ユア・マン
「アイ・ウォナ・ビー・ユア・マン」（I Wanna Be Your Man）または「彼氏になりたい」（かれしになりたい）は、ローリング・ストーンズの楽曲である。作詞・作曲はジョン・レノンおよびポール・マッカートニー（クレジットはレノン＝マッカートニー名義）。1963年にローリング・ストーンズの2作目のシングルとして発売され、全英シングルチャートで最高位12位を記録。同年にビートルズによってカバーされた。

## 背景
ローリング・ストーンズによる「彼氏になりたい」は、1963年11月1日に2作目のシングルとして発売され、全英シングルチャートで最高位12位を記録し、バンドの活動初期のヒット作の一つとなった。イギリス盤およびアメリカ盤（第1版）のB面には「ストーンド」が収録された。その後、1964年3月6日にシングル盤『ノット・フェイド・アウェイ』のB面曲として再発売された。
1963年9月にローリング・ストーンズのマネージャーであるアンドリュー・オールダムは、偶然レノンとマッカートニーと遭遇し、2人をローリング・ストーンズのスタジオに招いた。当時『カム・オン』に続くシングルを発売するために奔走していたオールダムは、レノンとマッカートニーに「ストーンズにふさわしい曲はないか？」と尋ねた。そこでレノンとマッカートニーは「まだ完成してないけど、いい曲がある」と返し、ローリング・ストーンズのメンバーの前で本作を演奏した。メンバーは気に入り、2人はその場で本作の完成にかかった。
それから3週間後の10月7日に「彼氏になりたい」の録音が行われた。ジョーンズはグレッチ・アニバーサリーでソロを弾いたほか、スライド・リフを弾いている。なお、ジョーンズはバッキング・ボーカルも担当しており、ローリング・ストーンズの楽曲でジョーンズだけがバッキング・ボーカルを担当した数少ない楽曲の1つとなっている。
本作はオリジナル・アルバムには未収録となっており、イギリスでは1972年発売のコンピレーション・アルバム『マイルストーンズ』でアルバム初収録となった。アメリカでは1989年発売の『シングル・コレクション (ザ・ロンドン・イヤーズ)』でアルバム初収録となった。
シングルのB面に収録された「ストーンド」は、メンバー全員による共作（名義はナンカー・フェルジ）となっており、ストーンズのオリジナル曲が初めてレコード化された例となった。

## 演奏披露
1964年1月1日にBBCの『トップ・オブ・ザ・ポップス』に初出演し、本作を演奏した。
2022年6月9日にアンフィールド・スタジアムで行われたストーンズ51年ぶりのリヴァプール公演において、リヴァプールとビートルズに捧げる曲としてこの曲が演奏された。

### クレジット（ローリング・ストーンズ版）
※出典
- ミック・ジャガー - リード・ボーカル
- ブライアン・ジョーンズ - リードギター、バッキング・ボーカル
- キース・リチャーズ - リズムギター
- ビル・ワイマン - ベース
- チャーリー・ワッツ - ドラム

### チャート成績
| チャート (1963年 - 1964年)   | 最高位 |
| ---------------------------- | ------ |
| ベルギー (Ultratop Wallonia) | 22     |
| UK シングルス (OCC)          | 12     |

## ビートルズによるカバー
ビートルズによるカバー・バージョンは、イギリスでは1963年11月22日に発売された2作目のイギリス盤公式オリジナル・アルバム『ウィズ・ザ・ビートルズ』のB面4曲目、アメリカでは1964年1月20日に発売されたキャピトル編集盤『ミート・ザ・ビートルズ』のB面5曲目に収録された。リード・ボーカルはリンゴ・スターが務めた。ビートルズ解散後の1976年に発売されたコンピレーション・アルバム『ロックン・ロール・ミュージック』にも収録された。
邦題は、『ウィズ・ザ・ビートルズ』では原題をカタカナに直した「アイ・ウォナ・ビー・ユア・マン」となっているが、一部コンピレーション・アルバムではローリング・ストーンズによる演奏バージョンと同じ「彼氏になりたい」という邦題が使用されている。
ビートルズによるカバー版は、EMIレコーディング・スタジオで行なわれた1963年9月11日と12日、10月3日と23日の4回のセッションで録音された。スターのボーカルはダブルトラックとなっている。
本作に否定的なレノンは、1980年の『プレイボーイ』誌の取材で「通行人に配るチラシみたいなものだったのさ。ビートルズではリンゴが歌って、ストーンズは自分たちの曲を演った（やった）んだ。ぼくらが連中をどう見ていたかが、これでわかる。良いものを連中にやる気はなかったさ」と発言している。
BBCセッションでは2回録音が行なわれている。1964年1月7日に『Saturday Club』（2月15日放送）用、同年2月28日に『From Us to You』（3月30日放送）用に録音された。このうち、3月30日に放送された音源が1994年に発売された『ザ・ビートルズ・ライヴ!! アット・ザ・BBC』に収録された。また、1964年4月19日にはテレビ番組用に演奏が撮影されており、この時の音源が1995年に発売された『ザ・ビートルズ・アンソロジー1』に収録された。
公演ではスターのボーカル曲となり、1966年に行なわれた日本公演でも演奏された。スターはビートルズ解散後も、リンゴ・スター&ヒズ・オールスター・バンドの公演で度々演奏している。

### クレジット（ビートルズ版）
※出典
- リンゴ・スター - リード・ボーカル、ドラム、マラカス、タンバリン、ハンドクラップ（英語版）
- ジョン・レノン - バッキング・ボーカル、トレモロをかけたエレクトリック・ギター（リズムギター）、シャウト、ハンドクラップ
- ポール・マッカートニー - バッキング・ボーカル、ベース、シャウト、ハンドクラップ
- ジョージ・ハリスン - エレクトリック・ギター（リードギター）、ハンドクラップ
- ジョージ・マーティン - ハモンドオルガン